# Zathura – Kosmiczna przygoda
Zathura – Kosmiczna przygoda (ang. Zathura: A Space Adventure, 2005) – amerykański film przygodowy/fantasy w reżyserii Jona Favreau. Na podstawie książki Chrisa Van Allsburga pod tym samym tytułem.

## Obsada
- Jonah Bobo – Danny
- Josh Hutcherson – Walter
- Dax Shepard – Astronauta
- Kristen Stewart – Lisa
- Tim Robbins – tata
- John Alexander – robot
- Frank Oz – robot (głos)
- Derek Mears – główny Zorgon
- Douglas Tait, Jeff Wolfe, Adam Wills – Zorgoni

## Wersja polska
Opracowanie wersji polskiej: Start International Polska

Reżyseria: Artur Kaczmarski

Dialogi polskie: Katarzyna Wojsz

Dźwięk i montaż: Hanna Makowska

Kierownik produkcji: Elżbieta Araszkiewicz

W wersji polskiej udział wzięli:
- Marcel Dworczyk – Danny
- Franciszek Boberek – Walter
- Krzysztof Banaszyk – Astronauta
- Cezary Morawski – tata
- Joanna Jabłczyńska – Lisa
- Janusz Wituch − 
  - komentator sportowy,
  - Patryk Rozgwiazda
- Dariusz Odija –
  - robot,
  - Narrator czołówki Panoramy sportowej

Lektor: Andrzej Butruk